# Концерт для фортепіано з оркестром № 2 (Чайковський)
Концерт для фортепіано з оркестром № 2, соль мажор, тв. 44 Петра Ілліча Чайковського написаний в період з 1879 по 1880 рік. Твір присвячений піаністові й диригентові Миколі Григоровичу Рубінштейну.
Вперше концерт був виконаний 12 листопада 1881 року в Нью-Йорку. В Російській імперії вперше прозвучав 18 травня 1882 року, сольну партію виконав Сергій Іванович Танєєв, диригував оркестром Антон Григорович Рубінштейн.
Концерт складається з трьох частин:
1. Allegro brillante e molto vivace
2. Andante non troppo
3. Allegro con fuoco